# Свети Димитър (Сфикия)
Вижте пояснителната страница за други значения на Свети Димитър.
„Свети Димитър“ (на гръцки: Αγίου Δημητρίου) е православна църква в берското село Сфикия (Восово), Егейска Македония, Гърция, енорийски храм на Берската, Негушка и Камбанийска епархия.

## Местоположение
Храмът е разположен в планината Фламбуро (Пиерия), на 3 km южно от Сфикия. На 500 m югоизточно от него е Сфикийската базилика А.

## История
На мястото на църквата в V век е построена трикорабна раннохристиянска базилика, така наречената Сфикийска базилика В, от която са разкрити външните очертания на олтарната ниша, северният и южният кораб и части от нартекса и екзонартекса.
Църквата е наследена от средновизантийски храм от XI – XII век, който е изграден върху целия централен кораб на раннохристиянския храм, и от който са запазени основополагащата композиция на южната стена на светилището и фигурата на Йоан Предтеча на северната стена.
В османската епоха през XV век храмът е изписан.
- Стенописи от XV век
- Свети Димитър и Свети Нестор
- Света Богородица Ширшая небес в апсидата
- Архангел Михаил на западната стена на наоса, вляво от входа
- Св. св. Константин и Елена
- Свети Евросим, Свети Пахомий и Архангел Гавриил
- Света Богородица Врефократуса
- Роман Мелод
- Пророк Давид
- Ангел